# Шад, Кристиан

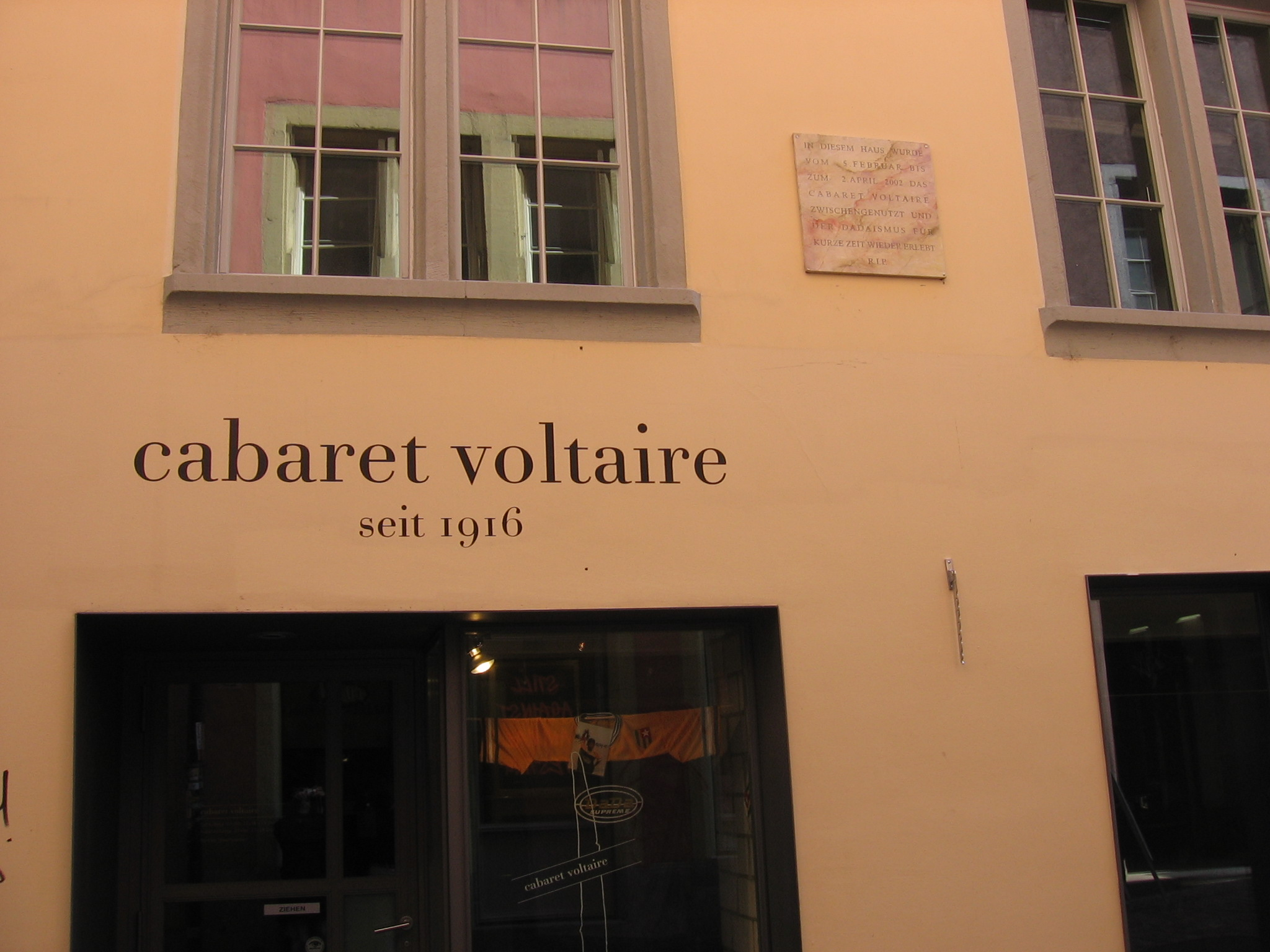
Кабаре Вольтер, Цюрих

Кристиан Шад (нем. Christian Schad, 21 августа 1894, Мисбах — 25 февраля 1982, Штутгарт) — немецкий живописец, художник-график, фотограф, представитель новой вещественности.

## Биография и творчество
Сын известного адвоката и внучатый племянник немецкого художника Карла Фора, Шад учился живописи и графике в художественной академии в Мюнхене с 1913 по 1914 год. В 1915 году, чтобы избежать мобилизации на фронт в Первую мировую войну, переехал в Цюрих, где работал графиком и художником. В Швейцарии сблизился с дадаистами Вальтером Сернером, Гансом Арпом, Хуго Баллем и Тристаном Тцарой, стал одним из организаторов художественно-политического клуба, галереи, театра Кабаре Вольтер (Шпигельгассе, 1). Экспериментируя с фотобумагой, открыл художественную бескамерную фотографию. Выполненные им в 1919 году фотографии стали первыми художественными фотограммами, предшествовавшими работам Мана Рэя и Ласло Мохой-Надя. С 1936 года с легкой руки Тристана Тцары их стали называть «шадографиями». До 1960 года Шад больше не применял эту технику.
В 1920—1925 годах работал в Риме и Неаполе, затем переехал в Вену. В 1927 году вернулся в Берлин. Стал одним из основоположников новой вещественности.
Несмотря на такие работы, как рисунок «Любящие мальчики» (1929), который тогда не нашёл покупателя, и живописные произведения, посвящённые социально-маргинальным группам, реалистичность его картин, вероятно, спасла Шада, которого в годы национал-социализма и так не считали важным художником, от внесения в список представителей дегенеративного искусства. К тому же он вступил в НСДАП ещё до 1 мая 1933 года, когда был приостановлен приём, и поначалу несколько раз успешно участвовал в коллективных выставках.
С 1935 года он не мог зарабатывать на жизнь только с помощью живописи и перепробовал множество профессий. В отличие от других представителей новой вещественности (Отто Дикс, Жорж Грос, Макс Бекман), не подвергся преследованиям со стороны нацистов. В 1943 году его берлинская мастерская была уничтожена в результате бомбёжки, и он переехал в Ашафенбург, а позднее поселился в Кайльберге.